# Sitobion scoticum
Sitobion scoticum är en insektsart. Sitobion scoticum ingår i släktet Sitobion och familjen långrörsbladlöss. Inga underarter finns listade i Catalogue of Life.